# Loxorhombia idea
Loxorhombia idea är en fjärilsart som beskrevs av Swinhoe 1890. Loxorhombia idea ingår i släktet Loxorhombia och familjen mätare. Inga underarter finns listade i Catalogue of Life.